# Beersel
Beersel là một đô thị ở tỉnh Vlaams-Brabant. Đô thị này bao gồm các thị xã Alsemberg, Beersel, Dworp, Huizingen và Lot. Tại thời điểm ngày 1 tháng 1 năm 2006, Beersel có tổng dân số 23.433 người. Tổng diện tích là 30,01 km² với mật độ dân số là 781 người trên mỗi km². It is close to Brussels; Beersel có cự ly khoảng 12 km về phía tây nam thành phố.
Beersel nổi tiếng với "Kasteel van Beersel" hay lâu đài Beersel, xây giữa giai đoạn 1300 và 1310 bởi Jan II, công tước Brabant, làm pháo đài bảo vệ Brussels. Guillaume Dufay (1397–1474), nhà soạn nhạc thế kỷ 15, dành phần lớn thời gian sống ở Beersel.